# Lapenne
Lapenne település Franciaországban, Ariège megyében. Lakosainak száma 120 fő (2022. január 1.). Lapenne La Bastide-de-Lordat, Gaudiès, Manses, Mirepoix, Saint-Félix-de-Tournegat, Trémoulet és Plaigne községekkel határos.

## Népesség
A település népességének változása:
| Lakosok száma | 152  | 146  | 131  | 114  | 114  | 130  | 127  | 123  | 119  | 120  |
|               | 1968 | 1982 | 1999 | 2006 | 2011 | 2015 | 2017 | 2018 | 2020 | 2022 |